# Bonifacio VII
Bonifacio VII, nato Francone (Roma, X secolo – Roma, 20 luglio 985), fu un cardinale romano che venne eletto papa nel 974, mentre era ancor vivo ed in carica papa Benedetto VI, per cui è considerato antipapa.
Suo padre, secondo le fonti, si chiamava Ferruccio.

## Biografia
Bonifacio VII, del quale si conosce solo il nome di battesimo: Francone, fu probabilmente di famiglia non nobile ma ricca e potente. Nacque sul finire degli anni '20 del X secolo. Nulla sappiamo della sua giovinezza tranne che fu fatto cardinale diacono da papa Giovanni XIII prima del 972 o in quell'anno e che ebbe una buona unione con la famiglia aristocratica dei Crescenzi.

### Primo tentativo di salire al Soglio pontificio
Questo legame diede buoni frutti quando, nel giugno del 974, un anno dopo la morte dell'imperatore Ottone I, Crescenzio dei Crescenzi (detto "Crescenzio II"), - figlio di Giovanni Crescenzi I (†960) e Teodora II dei Teofilatti (†950) e parente di Giovanni XIII - approfittando del fatto che il nuovo imperatore Ottone II era impegnato a sedare turbolenze interne in Germania, fomentò un'insurrezione a Roma che portò alla cattura e all'imprigionamento in Castel Sant'Angelo di Papa Benedetto VI.
Secondo fonti storiche non certe, e attinenti più alla leggenda che ai fatti, Francone ebbe un predecessore: dal 20 dicembre 973 alla sua morte, nel marzo 974, già il cardinale Domno avrebbe cercato di opporsi, invano, a Benedetto VI. Tre mesi dopo la morte di Dono II, Francone di Ferruccio riuscì a sostituire Benedetto e fu eletto al Soglio di Pietro col nome pontificale di Bonifacio VII.
Fu tenuto un processo contro Papa Benedetto VI ma non ci è rimasto nulla di esso, non sappiamo né quali accuse gli siano state mosse né come si sia svolto. È possibile che sia stato accusato di aver ottenuto il papato per ambizione e con mezzi illeciti, un po' ciò di cui fu accusato Papa Formoso nella famosa Synodus Horrenda da Papa Stefano VI; infatti, già subito dopo la morte di Giovanni XIII nel settembre 972, Francone era stato proposto e appoggiato come suo successore al Soglio di Pietro.
Ottone II non gradì quest'imposizione aristocratica e, per mezzo del conte Siccone, inviato del fiduciario imperiale Pandolfo Capodiferro e del popolo romano, che si trovava a Spoleto, partì per Roma ingiungendo il rilascio di Papa Benedetto. Crescenzio II e Bonifacio, sapendo che Siccone, una volta giunto a Roma, avrebbe liberato Benedetto, lo fecero strangolare.
L'indignazione popolare per questo misfatto costrinse Bonifacio VII a fuggire e rifugiarsi in meridione d'Italia, nei domini appartenenti all'Impero bizantino, per poi andare a Costantinopoli. Un mese e dodici giorni durò il suo primo pontificato, dicono le fonti. Si dice pure che scappò anche a un'accusa di stupro con cui disonorò una giovane e che si portò appresso i tesori della Chiesa. Il Patriarca di Costantinopoli, Antonio III Studita, fu ben lieto di accoglierlo, perché questi violenti e continui ricambi di Papi screditavano moltissimo l'importanza della sede romana.

### Secondo tentativo
Salito al Soglio di Pietro nell'ottobre del 974 il vescovo di Sutri, Benedetto, con il nome di Benedetto VII, un nipote di Alberico II di Spoleto e parente dei conti di Tuscolo, fu riunito un Sinodo per invalidare l'elezione precedente e condannare l'usurpatore Bonifacio VII. Nel 980, durante un'assenza di Benedetto, Bonifacio tornò a Roma e occupò il Laterano, ma le truppe di Ottone II, richiamate dallo stesso papa Benedetto, lo fecero fuggire nuovamente a Costantinopoli.

### Dopo Benedetto VII
Alla morte di papa Benedetto fu eletto al papato il vescovo di Pavia Pietro Canepanova con il nome di Giovanni XIV. Ma così come la morte di Ottone I aveva segnato la fine di Benedetto VI, la morte di Ottone II segnò quella di Giovanni XIV. Ottone III aveva solo tre anni e la madre era occupata a proteggerlo dalle armi dei nemici in Germania guidati dal suo ambizioso parente, Enrico di Baviera. Non aveva certo interesse, tempo e modo di pensare al vescovo di una terra lontana come Roma. Giovanni, che diede lui stesso l'assoluzione al ventottenne Ottone il 7 dicembre 983, sicuramente dovette averlo capito: era spacciato. Era solo questione di tempo.

### Terzo tentativo
Bonifacio, rinvigorito dal sostegno e dalla protezione dell'imperatore bizantino Basilio II Bulgaroctono, assai ostile all'appena defunto imperatore Ottone II, tornò a Roma nell'aprile del 984. Reso forte dell'occasione offertagli proprio dalla morte a dicembre dell'imperatore, che aveva lasciato senza protezione il Papa, invase il Laterano e fece deporre e imprigionare Giovanni XIV a Castel Sant'Angelo fino a farlo morire, sembra per fame, il 20 agosto dello stesso anno o - si sospetta - per avvelenamento. Bonifacio si era reinsediato de facto ad aprile subito dopo la fine formale del regno di Giovanni, che era stato deposto da un sinodo, ma non è certo che si sia insediato ufficialmente e solennemente prima che il rivale morisse; ucciderlo fu, probabilmente, un gesto di precauzione per evitare che, per eventuali malumori, il popolo potesse voler usare Giovanni come strumento di minaccia al suo potere, un "Papa di riserva" con cui poterlo eventualmente sostituire, e per evitare che i nemici lo accusassero di regnare durante il regno di un altro pontefice mentre "un Papa teoricamente regnante" già c'era, come fu con Benedetto VI. Si dice che abbia fatto appendere il corpo del povero ex-pontefice (che Bonifacio riteneva sinceramente un antipapa usurpatore) ai bastioni di Castel Sant'Angelo.

## Il Regno di Bonifacio VII
Da questo momento in poi, papa Bonifacio regnerà ancora quasi per un anno fino alla morte sopraggiunta il 20 luglio 985, forse per una congiura di palazzo, forse avvelenato o forse ucciso in modo violento. Crescenzio II, morto nel monastero di Sant'Alessio durante il secondo insediamento di Bonifacio nel 984, era fuggito da Roma nel 973 e a capo della famiglia era passato il figlio Giovanni Crescenzi II detto Nomentano (†998) assieme al fratello Crescenzio III (†1020). Giovanni II, come fece il padre nel 973, nel 997 creerà un antipapa, Giovanni XVI, con il quale tenterà di dominare Roma destituendo il papa imperiale, Gregorio V. Non sappiamo molto del suo regno, se non di due bolle con le quali regolò questioni interne all'aristocrazia romana, dando appoggio ai sostenitori di sempre, i Crescenzi. La sete di vendetta di Bonifacio, saziata con omicidi e mostruosità di vario tipo, potrebbe avergli reso invisi pure i vecchi amici e alleati Crescenzi, entrando in divergenza di vedute con Giovanni Crescenzi II, con il quale potrebbe non aver avuto lo stesso buon rapporto che aveva con il padre Crescenzio II. All'improvviso, il 20 luglio, morì. Il corpo di Bonifacio, catturato durante il funerale, fu vilipeso, trafitto da lance e abbandonato nei pressi della statua di Marco Aurelio (allora ritenuta erroneamente statua di Costantino I e che si trovava nei pressi del Palazzo del Laterano); tale era l'odio popolare contro Bonifacio, che nel linguaggio corrente veniva chiamato, anziché Bonifatius, Malefatius.
Solo la mattina successiva il cadavere fu rimosso da pii monaci, forse suoi fedeli, curato e sepolto nella Basilica di San Pietro. Nulla si sa di come morì, ma alcune fonti dicono sia stato avvelenato, come il predecessore Giovanni XIV; altre dicono che sia stato sorpreso dai tumulti popolari e ucciso mentr'era a letto con una donna adultera, ma potrebbe essere una leggenda nata dalla confusione con papa Giovanni XII, che morì in circostanze simili.

## Illegittimità e legittimità di Bonifacio VII
Mentr'era vivo, nel suo secondo insediamento, per quanto fosse considerato usurpatore, nessuno osò mettere in dubbio la sua legittimità come Papa e tutta la Chiesa di Roma lo accettò come vero Pontefice. Non si sa se si fece eleggere di nuovo o se semplicemente prese possesso militare di Roma, dato che si considerava Papa già dal 974, ma forse il clero aspettò la morte di Giovanni XIV (da lui accelerata con la prigionia e forse pure con l'avvelenamento) per acclamarlo vero Papa e pastore universale, per evitare dubbi sulla presenza di altri pretendenti (per quanto probabilmente un "reinsediamento ufficiale" si sia tenuto ad aprile dopo la deposizione e il processo contro Giovanni). Il Liber Pontificalis ed Ermanno di Reichenau datarono l'inizio del suo pontificato subito dopo la morte di Giovanni, e non prima, assegnandogli solo undici mesi, forse perché Bonifacio aspettò (e provocò) la morte del rivale non volendo essere accusato di invadere il regno di un papa ancora regnante. Circostanze simili sono per l'elezione di Vigilio dopo la deposizione di Silverio, di Sergio III dopo la deposizione di Leone V, e di Leone VIII dopo la deposizione di Benedetto V. E si può paragonare ciò che Bonifacio VII fece a Giovanni XIV con ciò che Bonifacio VIII, secoli dopo, fece a Celestino V. La storiografia contemporanea e successiva ritenne Francone vero Papa, infatti abbiamo il suo ritratto in San Paolo fuori le Mura tra Giovanni XIV e Ioannes XIV Bis (chiamato "Giovanni XV"); Benedetto Caetani, nel 1294, infatti, quando divenne papa scelse di chiamarsi Bonifacio VIII e non "VII".
Lo storico bollandista Daniel Papenbroech, pur giudicando sacrilega e usurpata la sua incoronazione del 973, ritiene che Bonifacio VII dal 984 al 985 sia stato vero e legittimo Papa per tolerantiam cleri quae pro consensu habita sit, ossia per l'accettazione del clero cui spetta dare il consenso a un aspirante pontefice perché si insedi sul trono. Ciò lo renderebbe più legittimo di altri antipapi, come ad esempio Cristoforo che fece imprigionare e (forse) uccidere Leone V, perché nessuno di essi riuscì a conquistarsi lo stesso consenso e la stessa obbedienza da parte di tutto il clero di Roma come fece Bonifacio.
Lo storico Luigi Crisostomo Ferrucci, nel saggio Investigazioni storico-critiche sul Pontificato e la Persona di Bonifacio VII (1856), sostiene che la sua elezione del 973 fu pienamente legittima perché la morte di Benedetto VI, voluta da Crescenzio II su istanza del popolo e in cui Bonifacio non ebbe nessun ruolo dimostrabile, era avvenuta prima dell'elezione di Francone: quando il conte Siccone arrivò a Roma, Benedetto era già stato ucciso, per volere di Crescenzio e del popolo (che però inorridì appena vide il cadavere del Papa crudelmente esposto). Inoltre sostiene che le fonti più antiche, e vicine ai fatti, non fanno nessuna menzione delle depredazioni dei tesori della Chiesa e dello stupro attribuiti a Bonifacio.

## Il Diritto Canonico e Bonifacio VII
Il Diritto Canonico del X secolo sull'elezione papale non era preciso e chiaro come quello dei secoli successivi (i primi cambiamenti in senso moderno si ebbero nel 1059 con papa Niccolò II e il decreto In nomine Domini) ma confuso e impreciso, influenzato dalle dinamiche violente e impetuose di quel tempo.
Molte volte sono cambiate le regole per l'elezione di un Papa, per il principio cattolico secondo cui lo Spirito Santo, cui spetta scendere sull'eletto per renderlo vero pontefice, si conforma a quanto stabilito dai Vicari di Cristo in virtù del loro potere di legare e sciogliere. Ad esempio, per 36 anni (da Simmaco nel 499 ad Agapito I nel 535) fu consentito ai papi scegliere e imporre il successore, così come si fece da Lino, successore di san Pietro, ad Alessandro I, il primo a essere eletto per votazione e non per designazione del predecessore. Un altro esempio di diversa modalità d'elezione, è la possibilità per i sovrani temporali, quali ad esempio il capo di Roma Alberico I di Spoleto con Leone VII e l'imperatore Ottone I con Leone VIII, d'imporre un loro candidato senza dar spazio alla libertà d'elezione del clero.
Allo stesso modo anche un antipapa o un papa eletto in modo irregolare, secondo il diritto canonico dell'Alto Medioevo, può, in modi più o meno impliciti e poco chiari, divenire per volere dello Spirito Santo vero pontefice. Era opinione condivisa da tutti, all'epoca, che l'irregolare elezione era convalidata dall'intronizzazione o "adorazione" del Romano Pontefice, col ricevimento della carica e la consacrazione, oppure in virtù dell'obbedienza a lui prestata da tutti o per il decorso di un lungo lasso di tempo nel detto esercizio della carica. Si diveniva veri papi solo con l'incoronazione e la consacrazione normalmente, eppure la presa di possesso violenta del trono o l'imposizione per opera di un sovrano, se era convalidata e accettata dal clero di Roma, di fatto valeva come elevazione a papa, a tutti gli effetti.
Perciò, un pontefice eletto in modo illegittimo, come Vigilio, Sergio III, Leone VIII, Silvestro III o Benedetto X, può essere considerato vero papa; invece altri pontefici "mancati" come Stefano II o irregolari come Dioscuro, Cristoforo o Celestino II, no. La questione però è incerta e nebulosa, anche per la mancanza di fonti storiche dell'epoca certe e sicure; per questo i suddetti pontefici (o aspiranti tali) nel corso dei secoli sono entrati ed usciti dalle liste papali senza alcuna assicurazione di una definitiva sistemazione e tuttora fanno discutere gli storici della Chiesa.
Come un aspirante pontefice eletto in modo illegittimo possa diventare vero Papa, può essere esemplificato in tre principi largamente riconosciuti nella Chiesa medievale e, in seguito, abrogati del tutto con le riforme dell'elezione iniziate da Niccolò II:
- Principio del Possesso – Giovanni XIV era morto e Bonifacio s'era impadronito della carica, e non c'erano altri che, legittimamente o meno, potessero pretendere il soglio di Pietro.
- Principio della Electio de facto – il clero romano e il popolo, nel 984, gli giurarono fedeltà e lo acclamarono come Papa; gli unici a non farlo, all'inizio, furono alcuni nobili che, allineandosi col partito filoimperiale a favore di Ottone I e Ottone II contro Crescenzio II (+984) e Giovanni Crescenzi II (+998), avevano sostenuto Benedetto VI, Benedetto VII e Giovanni XIV, ma anch'essi, nel 984, si rassegnarono.
- Principio dei Due Mali o del Male Minore – Morto il concorrente, pur di dare un Vicario di Cristo alla Chiesa e un successore alla dinastia di Pietro preservandone la continuità, si può accettare un usurpatore se esistono le due condizioni precedenti.
L'unica cosa che potrebbe invalidare (ma non necessariamente) le tre condizioni dette sopra è l'eventuale responsabilità del candidato nella morte del predecessore: ciò ha relegato Bonifacio, sospettato addirittura di aver ucciso con le sue mani sia Benedetto VI sia Giovanni XIV, tra gli antipapi.

## Fama di Bonifacio VII e ripercussioni del suo operato
Bisogna dire che il popolo non amava molto né Benedetto VI né Benedetto VII né Giovanni XIV, visti come fantocci imposti da Ottone I e Ottone II contro la sua libertà di eleggere il suo vescovo. Tra l'altro i due Ottone si erano macchiati di rappresaglie atroci e sanguinarie contro il popolo per sedare le sue rivolte, così esso aveva il cuore sempre pieno di desiderio di vendetta contro di loro e i loro Papi. In principio, subito dopo la morte di Giovanni XIII, il popolo appoggiò Francone sostenendo la sua elezione contro Benedetto VI, e continuò a sostenerlo dopo la deposizione di Benedetto (sebbene una parte, secondo il Liber Pontificalis, avrebbe appoggiato per 3 mesi Dono II), ma si ricredette dopo tutta una serie di sue azioni delittuose, come l'accecamento del capo della fazione che a lui si opponeva, il cardinale diacono Giovanni figlio di Roberto (confuso poi da storici del Medioevo, come Mariano Scoto e Goffredo da Viterbo, con il mai esistito Ioannes XIV Bis, anche per un errore di numerazione del pontificato di Giovanni XIV sul Liber Pontificalis).
Bonifacio perse l'appoggio del popolo, così che le fonti contemporanee lo descrivono come un vero e proprio mostro. Il suo nome fu storpiato in Malefatius.
Le fonti coeve e i contemporanei di Bonifacio VII datarono il suo papato dalla morte di Giovanni XIV, nel 984, mentre lo stesso Bonifacio lo datava dal 974; anche i dittici bizantini, nel 974, inserirono Bonifacio, nonostante Benedetto VI fosse ancora vivo, poiché Bisanzio sosteneva Francone.
Il vescovo di Orléans, Arnolfo, nel 991 scrisse di lui come «...l'Anticristo, che siede sul trono di Dio e addita sé stesso come Dio». In una catilinaria rivolta a Papa Giovanni XV in un celebre concilio episcopale francese tenutosi a Reims nel 991, Arnolfo, denunciando il decadimento della Sede di Pietro, disse in particolare di Bonifacio: «In Roma, intanto, alla Cattedra di Pietro saliva Bonifacio, ancora lordo del sangue del suo predecessore [Benedetto VI]; egli fu un orribile mostro le cui nefandezze superarono quelle di tutti i mortali. Scacciato e condannato da un grande sinodo [sotto Benedetto VII nel 975], tornò a Roma alla morte di Ottone [II] e, violando il giuramento fatto [di non attentare ancora al soglio pontificio (?)], gettò dalla vetta della città il vescovo Pietro [Canepanova, ossia Giovanni XIV], un personaggio esimio che era stato vescovo di Pavia: lo depose e lo uccise dopo averlo tenuto in orribile prigionia. E dove sta mai scritto che gli innumerevoli sacerdoti di Dio, sparsi per l'orbe terrestre e provvisti di dottrina e di meriti, debbano soggiacere a tali mostri privi di sapienza, umana e divina, e onta dell'umanità?»
Gerbert di Aurillac, futuro Papa Silvestro II, era nel suddetto sinodo del 991 in qualità di collaboratore di Arnolfo, cui succederà come vescovo di lì a pochi mesi (ma sarà costretto a restituirgli la carica nel 996 per volere di Gregorio V, in linea con Giovanni XV che non aveva riconosciuto la deposizione di Arnolfo voluta dal re Ugo Capeto). Gerbert, dopo la catilinaria di Arnolfo, si espresse in toni violentissimi contro Bonifacio, definendolo «il più iniquo dei mostri» e usandolo come esempio della sua tesi secondo cui non v'era bisogno dell'approvazione del Papa per deporre un ecclesiastico, dato che la stessa Sede di Pietro era decaduta moralmente (quest'argomentazione, suggerita da Gerbert ad Arnolfo, sarà ritorta contro Arnolfo quando Ugo Capeto lo deporrà e lo sostituirà proprio con lo stesso Gerbert senza aspettare l'approvazione di Giovanni XV).
Lo studioso Luigi Crisostomo Ferrucci, sempre in Studi storico-critici sul Pontificato e la Persona di Bonifacio VII (1856) sostiene che, secondo talune fonti, nel luglio 985 Bonifacio non sarebbe morto, ma sarebbe stato solo deposto e scacciato; l'ex-papa sarebbe morto, di solitudine e depressione, a Costantinopoli nel 987, protetto dall'imperatore Basilio II e dal Patriarca Nicola II Crisoberge, mentre a Roma c'era Giovanni XV. Poi il corpo sarebbe stato riportato a Roma e seppellito in San Pietro per volontà del clero romano, contro la volontà dello stesso Giovanni XV cui il clero era ostile. Ma non esistono dati storici attendibili che confermino tali fonti.
Nel 1903 Bonifacio VII fu riconosciuto ufficialmente antipapa e quindi escluso da ogni dignità pontificia.